# Lilla Gransjön, Uppland
Lilla Gransjön är en sjö i Norrtälje kommun i Uppland och ingår i Norrtäljeåns huvudavrinningsområde. Sjön har en area på 0,107 kvadratkilometer och ligger 17,2 meter över havet.

## Delavrinningsområde
Lilla Gransjön ingår i det delavrinningsområde (662923-164351) som SMHI kallar för Utloppet av Syningen. Medelhöjden är 27 meter över havet och ytan är 12,95 kvadratkilometer. Räknas de 5 avrinningsområdena uppströms in blir den ackumulerade arean 112,35 kvadratkilometer. Avrinningsområdets utflöde Norrtäljeån (Ålderskärrån) mynnar i havet. Avrinningsområdet består mestadels av skog (52 procent), öppen mark (12 procent) och jordbruk (24 procent). Avrinningsområdet har 1,3 kvadratkilometer vattenytor vilket ger det en sjöprocent på 10,1 procent. Bebyggelsen i området täcker en yta av 0,08 kvadratkilometer eller 1 procent av avrinningsområdet.